# Nash-Healey

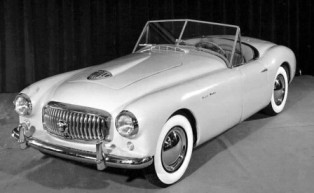
1951 års modell, formgiven av Gerry Coker på brittiska Donald Healey Motor Company.

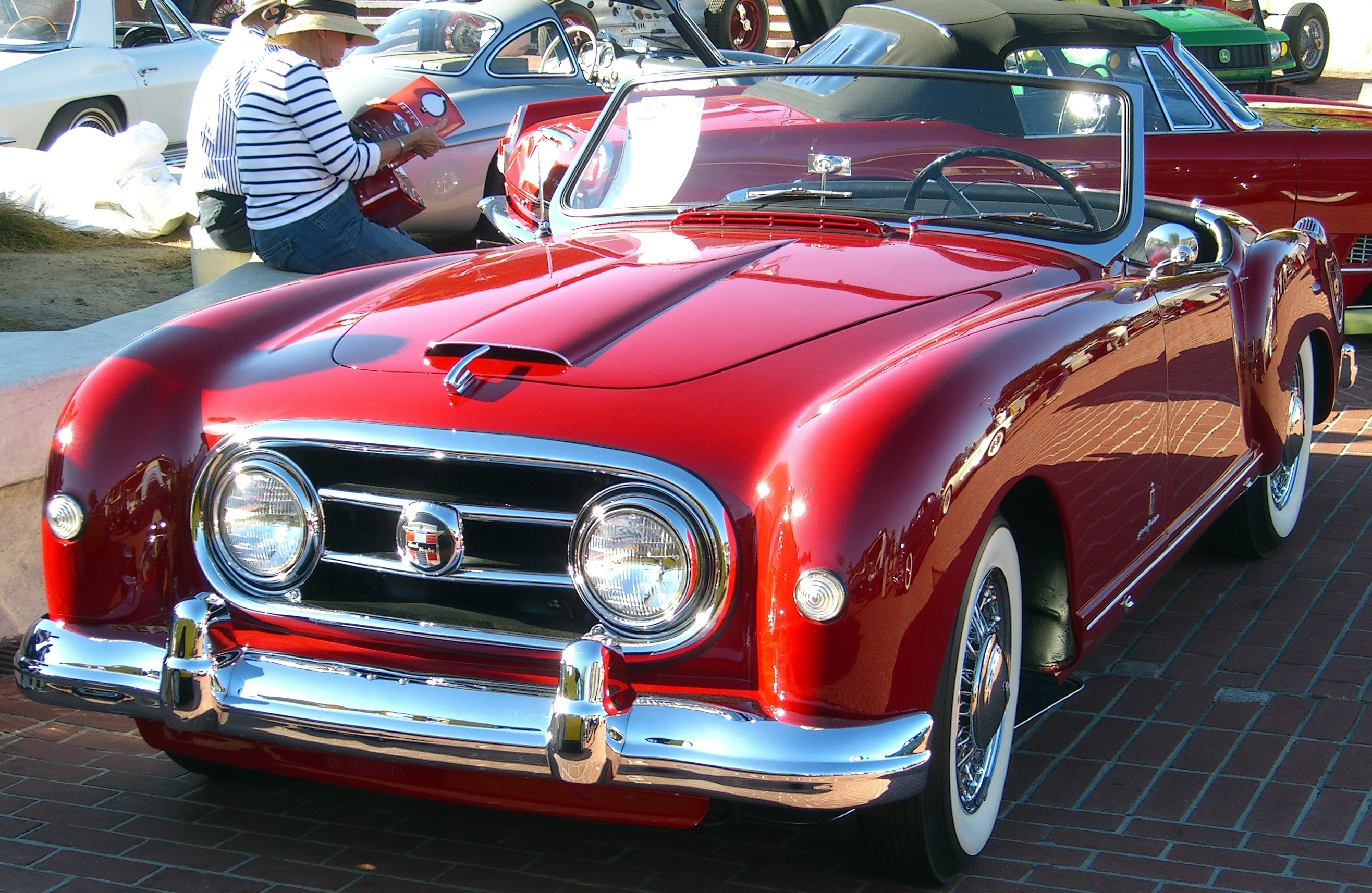
1952 års modifierade modell, formgiven av Battista Pininfarina på italienska Pininfarina.

Nash-Healey var en brittisk-amerikansk sportbilsmodell, som tillverkades av brittiska Donald Healey Motor Company i samarbete mellan amerikanska Nash Motor Co under första delen av 1950-talet.
Nash-Healey var baserad på ett av Healey Motors konstruerat chassi med den sexcylindriga Nashmotorn Dual Jetfire Six och växellådor från Nash. Den första årsmodellen 1951 var formgiven av Gerry Coker på Healey Motors, men från 1952 tillverkades en modell med en kaross som var formgiven av italienska Pininfarina och som slutmonterades av Pininfarina i Turin i Italien. Logistiken var komplicerad, med motorer och växellådor skeppade från Nash i Kenosha i Wisconsin till Healey Motors  i Warwick i Storbritannien, där rullande fordon byggdes. Dessa skeppades i sin tur till Turin för slutmontering, varefter de färdiga bilarna, som var avsedda enbart för export till den amerikanska marknaden, levererades till USA. Detta gjorde att tillverkningskostnaderna blev betydligt högre än för konkurrentmodellerna Chevrolet Corvette och Ford Thunderbird. Nash lade ned produktionen redan 1954 utan att lansera någon efterföljare.
För Nash var modellen en komplettering med en sportbil av Nashs basproduktion, som bestod av familjebilar. Den var också avsedd som vad som i USA kallades en "halo"-bil, en sportig modell som skulle positivt påverka försäljningen av Nashs andra, konventionella, modeller. Nyutformningen från och med årsmodell 1952 hade också tydligt detta syfte, med förändringen av frampartiet till Nashs karaktäristiska frontutseende med strålkastarna placerade vid grillen, innanför flyglarna över framhjulen.

## Produktion
| Antal | Antal                         |
| ----- | ----------------------------- |
| 1951  | 104 (byggda i Storbritannien) |
| 1952  | 150 (byggda i Italien)        |
| 1953  | 162 (byggda i Italien)        |
| 1954  | 90 (byggda i Italien)         |
| Total | 506                           |

## Bildgalleri

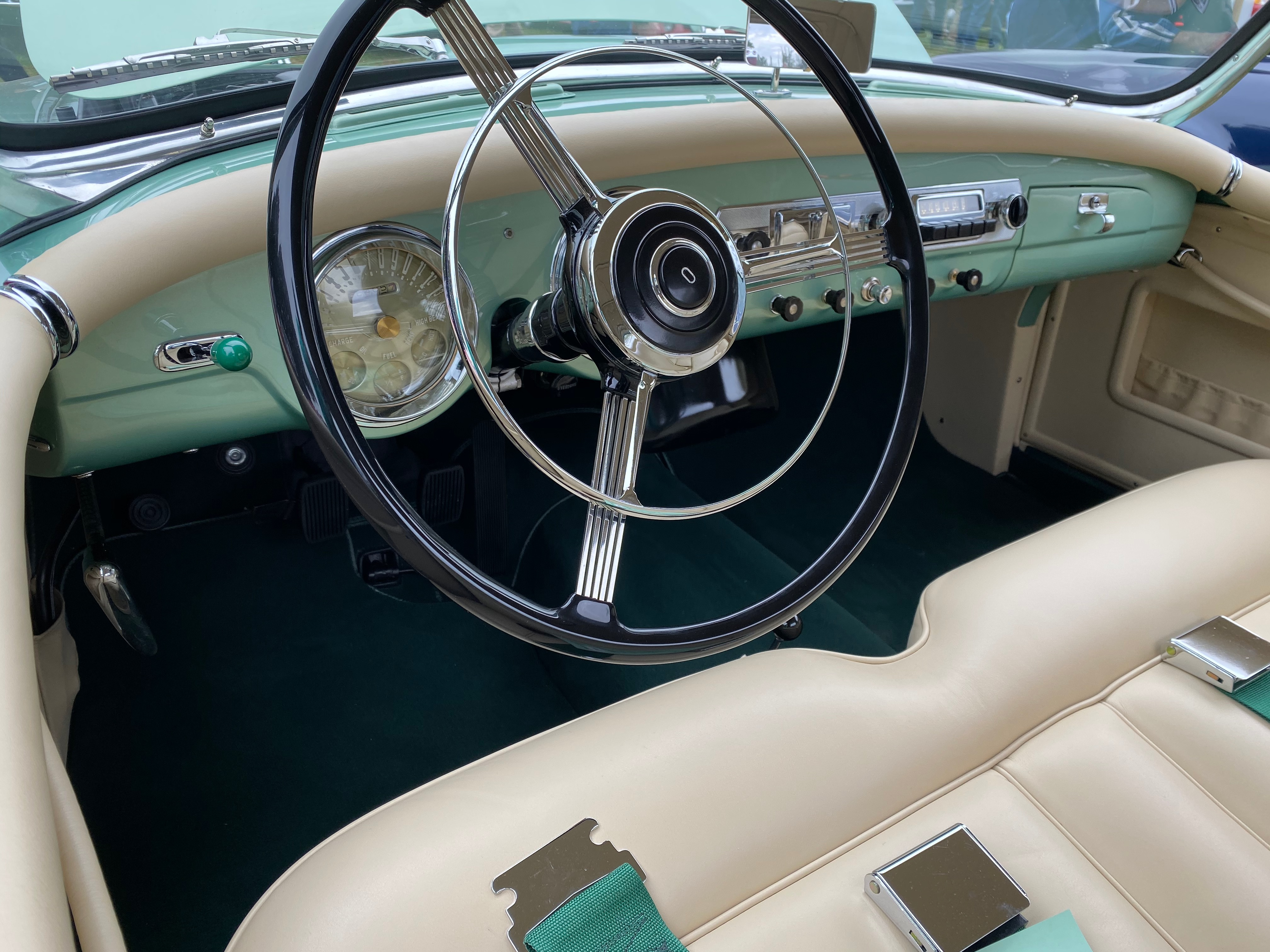
Interiör på 1955 års modell.
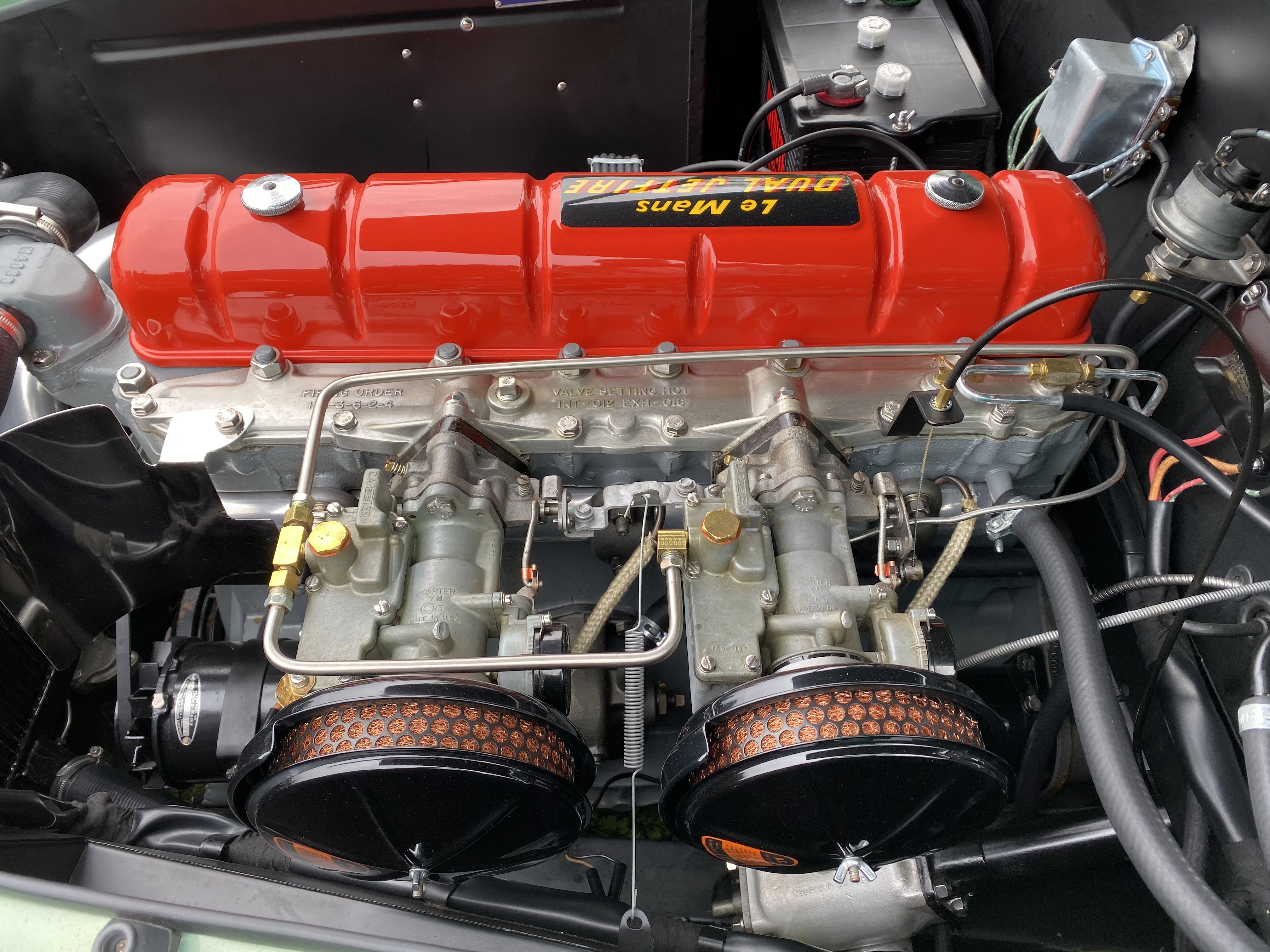
Rak sexcylindrig Nashmotor med dubbla brittiska Carter-förgasare.
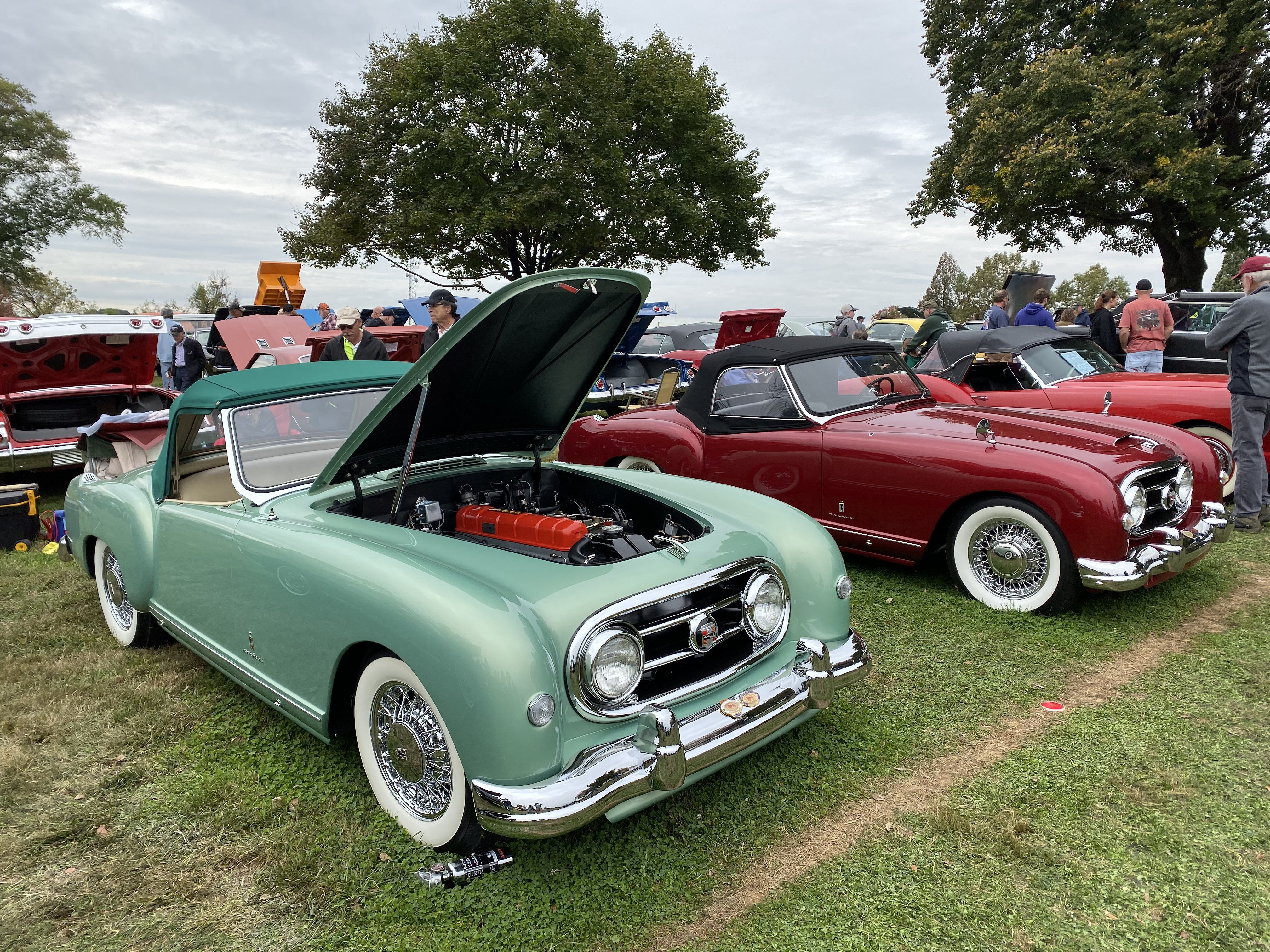
Två 1953 Nash-Healey roadsters.